# Дятлов, Василий Семёнович
Василий Семёнович Дя́тлов (15 августа 1910, с. Головинская Варежка, Пензенская губерния — 21 июля 1988, Каменка, Пензенская область) — старший сержант Рабоче-крестьянской Красной Армии, участник Великой Отечественной войны, Герой Советского Союза (1945).

## Биография
Василий Дятлов родился 15 августа 1910 года в селе Головинская Варежка (ныне — Каменский район Пензенской области). Окончил среднюю школу. В 1932—1935 годах проходил службу в Рабоче-крестьянской Красной армии. Работал заведующим свеклопунктом в Каменке. В июле 1941 года Дятлов был повторно призван в армию. К январю 1945 года сержант Василий Дятлов командовал орудием 790-го артиллерийского полка 250-й стрелковой дивизии 3-й армии 3-го Белорусского фронта. Отличился во время освобождения Польши.
15 января 1945 года Дятлов принял активное участие в бою у деревни Жехово-Вельково в 15 километрах к северо-западу от Ружан. Расчёт под его командованием подавил огонь немецкой батареи, уничтожил штурмовое орудие и бронетранспортёр. Во время боёв в Восточной Пруссии в феврале — марте 1945 года Дятлов со своим расчётом нанёс противнику большие потери в боевой технике и живой силе.
Указом Президиума Верховного Совета СССР от 29 июня 1945 года сержант Василий Дятлов был удостоен высокого звания Героя Советского Союза с вручением ордена Ленина и медали «Золотая Звезда».
После окончания войны Дятлов в звании старшего сержанта был демобилизован. Проживал в Каменке. Умер 21 июля 1988 года, похоронен в родном селе.
Был также награждён орденами Отечественной войны 1-й и 2-й степеней, двумя орденами Красной Звезды и рядом медалей.
На площади Победы в Каменке установлен бюст Дятлова.